# 民間宇宙飛行

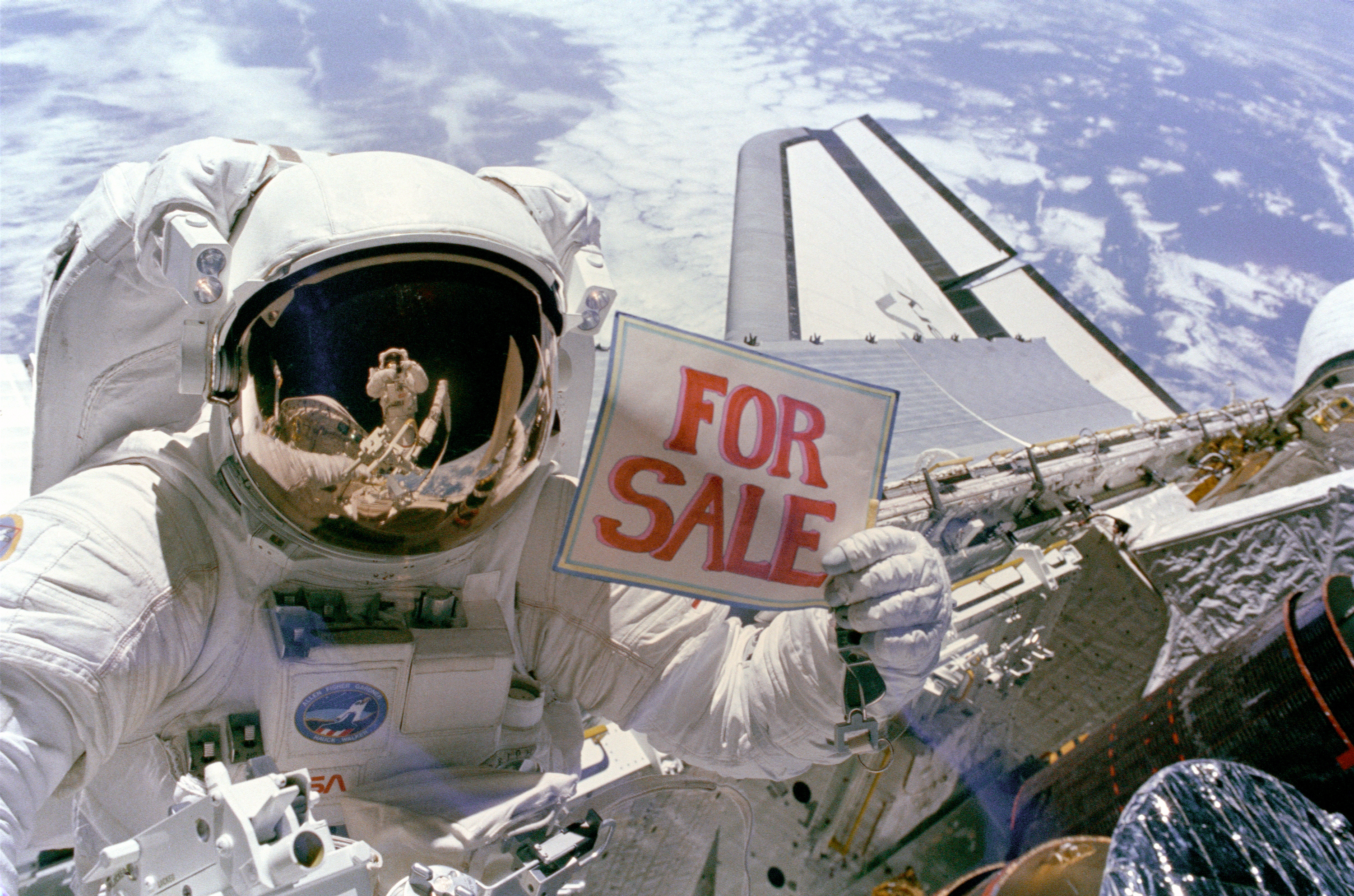
『For Sale』のサインを持つNASAの宇宙飛行士

民間宇宙飛行（みんかんうちゅうひこう、英語: Private spaceflight）とは、政府などの公的機関の宇宙計画ではない手段によって地上100キロメートル (62 mi)、カーマン・ラインより上方に到達し、宇宙飛行士の資格を得る宇宙飛行を指す。

## 概要
宇宙時代の最初の数十年間で、アメリカ合衆国のNASAとソビエト連邦設計局は系列政府機関と私企業との共同開発による宇宙技術を開拓した。この後、防衛産業の大企業は、政府のロケットや商業衛星打ち上げ技術から得られた発射設備を開発し、操業を始めた。地球軌道での民間宇宙飛行は通信衛星、衛星テレビ、衛星ラジオ、及び軌道の宇宙旅行を含んでいる。
民間宇宙飛行には地球周回軌道を超えるものも計画されており、スペースコロニー、太陽帆、宇宙葬、及び民間の宇宙飛行を含んでいる。民間での宇宙飛行のプロトタイプとしては地球の低軌道を弾道飛行する民間宇宙旅行が既に実現している。

## 商業打ち上げの歴史

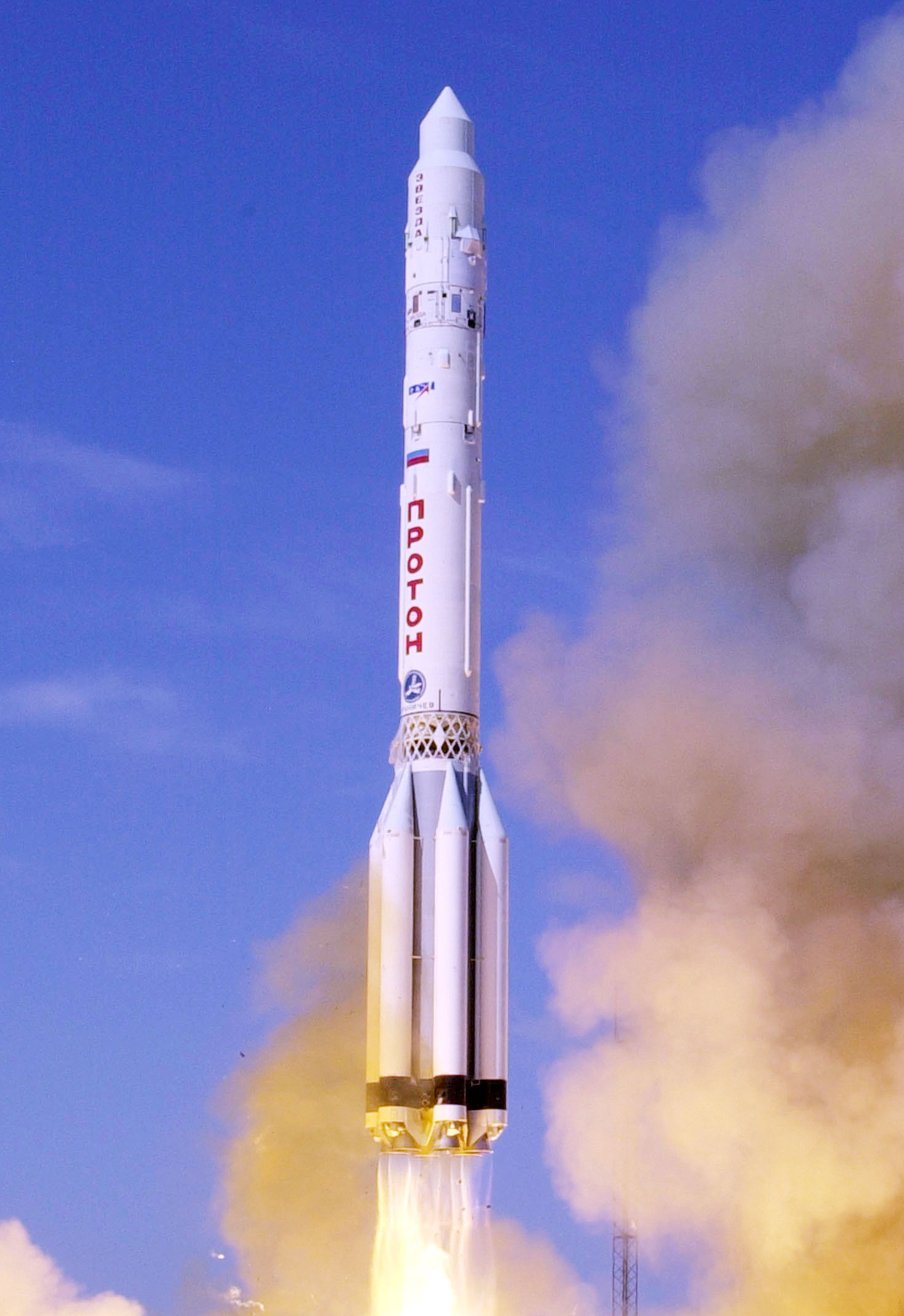
旧ソ連にて開発され、その後民間の打ち上げに用いられているプロトンロケット

宇宙飛行の初期、大きな国家には宇宙船を開発して打ち上げるだけの資源があった。アメリカの宇宙計画とソ連の宇宙計画の両方が、宇宙飛行士として主にパイロットを使用し宇宙船の操作を行わせた。後に企業が宇宙発射施設の資源を提供・購入し、その結果、民間宇宙飛行の開発を始める土壌が出来上がった。
民間宇宙飛行の初期段階は商業通信衛星の打ち上げだった。1962年にジョン・F・ケネディが制定した1962年通信衛星法は民間企業自身が通信衛星を所有・操作しながら衛星通信事業への道を切り開いた。これらは国家単位で所有されている打ち上げシステムで打ち上げられた。

### ヨーロッパのスポンサー
1980年3月26日、欧州宇宙機関 (ESA) によってアリアンスペースが設立された。この企業はESAで開発・実用化された人工衛星打ち上げ用ロケットであるアリアンロケットの打ち上げ実施のためにヨーロッパ12ヶ国53社が出資した共同企業である。
アリアンスペースの通算としては260・261回目、アリアン5としては通算40回目である。

### アメリカの規制緩和
アメリカ、NASAの宇宙計画は1981年4月12日のSTS-1、コロンビア号の打ち上げから一貫してスペースシャトルが使用され続けたが、1986年1月28日、STS-51-Lでチャレンジャー号爆発事故が発生し、計画は変更された。当初は、NASAは衛星打ち上げに助成金を支給し、スペースシャトルの長期運用による限界費用を引き延ばそうとした。
1984年10月30日、アメリカ大統領ロナルド・レーガンは商業通信衛星の打ち上げに関する条例に署名した。これによってアメリカ企業は使い捨てロケット打ち上げ産業へ参入することが可能となった。
この調印の前に、アメリカ国内での全ての商業通信衛星の打ち上げはNASAのスペースシャトルを使用することに制限された。
1990年11月5日にはジョージ・H・W・ブッシュ大統領が打ち上げシステム購買条例に署名した。この条例は以前のNASAのスペースシャトルによる衛星の打ち上げ事業独占を完全に反故にするもので、NASAの打ち上げ設備を民間企業が必要とするときにはいつでもそのサービスを利用出来るものとし、商業用途で最も大きな積載能力を欲するときにもそれを商業利用出来るものとした。
1997年における民間商業用ロケット発射回数は政府所有のアメリカ東部宇宙ミサイルセンターでの発射回数に数で勝った。

### ロシアの民営化
ロシア政府は1994年にRKKエネルギア社の株式の一部を個人投資家に販売した。エネルギアはクルニチェフ国家研究生産宇宙センターと共にロシアの有人宇宙探査計画の大部分を構成しており、1997年にはロシア政府は保有株式の殆どを安く売り払った。2002年現在のRKKエネルギア社の株式保有率は、エネルギア社が60 %を保有、残りの40 %を投資家が保有している。

### 打ち上げ共同事業
1995年以来、ソユーズロケットはスターセムを通して売り出されているが、クルニチェフのプロトンロケットはインターナショナル・ローンチ・サービスを通して売り出される。エネルギアは、ソユーズロケットを組み立ててウクライナの海上でゼニットロケットで打ち上げるシーローンチプロジェクトの一部を所有している。
2003年、アリアンスペースはボーイング、三菱重工業と共同でローンチ・サービス・アライアンスを締結した。2005年には、アメリカ国内のEELVを求める合衆国政府の小さな商業市場の独占のためにユナイテッド・ローンチ・アライアンス社と呼ばれる合併事業のためにロッキード・マーティンおよびボーイングと提携した。
今日では、多くの商用ロケット打ち上げ企業が世界中の通信衛星企業と政府宇宙機関に対するサービスを提供している。2005年には18の総合商業事業の打ち上げと37の非営利的な打ち上げがあった。このうちヨーロッパでの打ち上げは28 %、ロシアは44 %の商業衛星打ち上げを行ったが、アメリカは6 %に留まった。

## 民間宇宙飛行会社

### 宇宙までの輸送業務
宇宙への輸送業務は主に国家目的のものと民間商業目的のものとに分けられる。2008年時点では、全世界で一年間に80回の衛星打ち上げが行われ、このうち政府による衛星打ち上げが8割で、民間での商業衛星打ち上げは2割の約16機でしかなかった。当時この分野はユナイテッド・ローンチ・アライアンス社が行うアメリカ合衆国政府が要するペイロードのための打ち上げ業務やアリアン・スペース社によるヨーロッパの衛星打ち上げによって寡占されていた。しかしその後の民間宇宙企業の躍進の結果、2021年には宇宙ベンチャーの代表であるスペースX社が一社で年間31回と打ち上げ市場の多くを奪う状況となっている。
- スペースX
- ブルーオリジン
- ロケット・ラボ
- ヴァージン・オービット
- アストラ
- ファイアフライ・エアロスペース

### 商業軌道輸送サービス

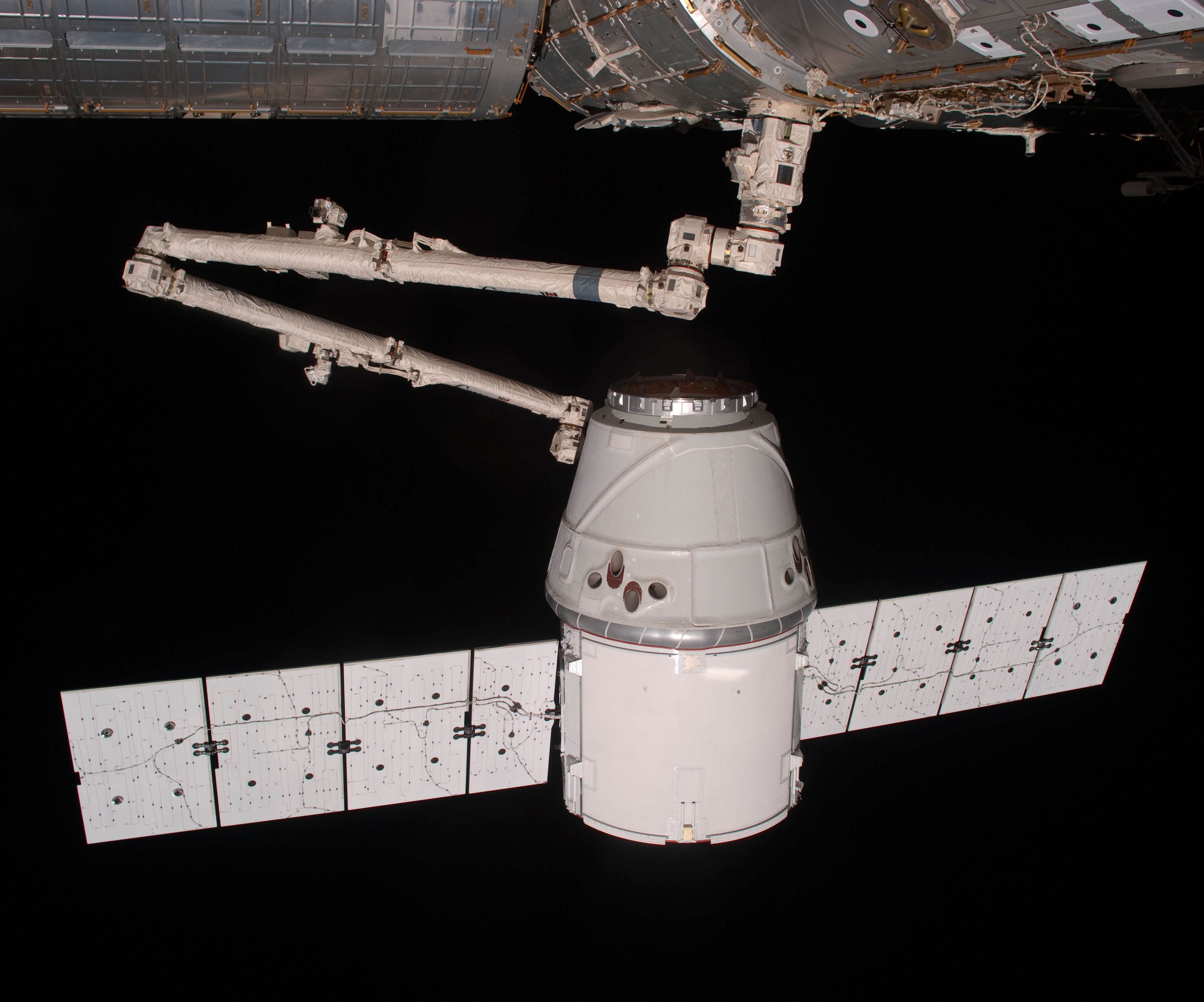
ISSにドッキングするドラゴン宇宙船

2006年1月18日、NASAは商業企業が軌道への輸送サービスを行うデモンストレーションを発表した。NASAの計画では、国際宇宙ステーション (ISS) へのペイロード輸送に関する民間企業の打ち上げ能力開発を支援するために50億ドルの融資を行うことを計画していた。精度の高い軌道投入とISSへのランデブー、また別の宇宙船へのドッキングの必要があるため、これは当時のどの民間宇宙飛行業務より難しいものだった。商業企業の特定のサービスエリアへの参加が予定された。
当時NASAの長官であったマイケル・D・グリフィンは、『手頃な商業軌道輸送サービスがなければ、政府機関には宇宙開発の展望の目的を達成するために残っている基金が十分でない』と述べた。
2006年8月18日、NASAはスペースXとロケットプレーン・キスラー (RpK) の2社がCOTS計画の第1段階での勝者となったことを発表した。RpKは後に資金不足から契約を打ち切られ、代わってオービタル・サイエンシズ社が候補とされた。NASAは、ISSに対するCOTSサービスが少なくとも2015年までには必要になると予想した。NASAの管理者は輸送サービスの調達を軌道上の燃料輸送まで広げることと月面までの輸送がCOTSの第一段階の成功に繋がるならばそちらの方面でのサービスを行うことを勧めた。
2012年5月にスペースX社のドラゴン宇宙船が、翌2013年9月にはオービタル・サイエンシズ社のシグナス宇宙船がISSに到達し、民間による輸送サービスは現実のものとなった。

### 個人宇宙旅行の実現
2004年以前にはどんな個人出資の有人宇宙飛行も実現したことはなかった。スペースシャトルに同乗しての宇宙旅行か、ロシアのソユーズで打ち上げられるミールに同乗しての国際宇宙ステーション (ISS) への往復が唯一の民間人宇宙旅行の手段だった。
世界初の民間人宇宙旅行はデニス・チトーによるもので、彼は国際宇宙ステーションを訪れるための旅費を個人出資し政府機関の宇宙船を使用して2001年にISSへ宇宙旅行し帰還した。
その他の旅行としては1986年にコロンビア号に同乗したアメリカ合衆国連邦議会委員のビル・ネルソンと1990年にロシアの宇宙船ソユーズでミール宇宙ステーションを訪れた秋山豊寛がいる。
- ソユーズでISSを訪れた民間人[16]

1. 2001年 - デニス・チトー
2. 2002年 - マーク・シャトルワース
3. 2005年 - グレゴリー・オルセン
4. 2006年 - アニューシャ・アンサリー
5. 2007年 - チャールズ・シモニー
6. 2008年 - リチャード・ギャリオット

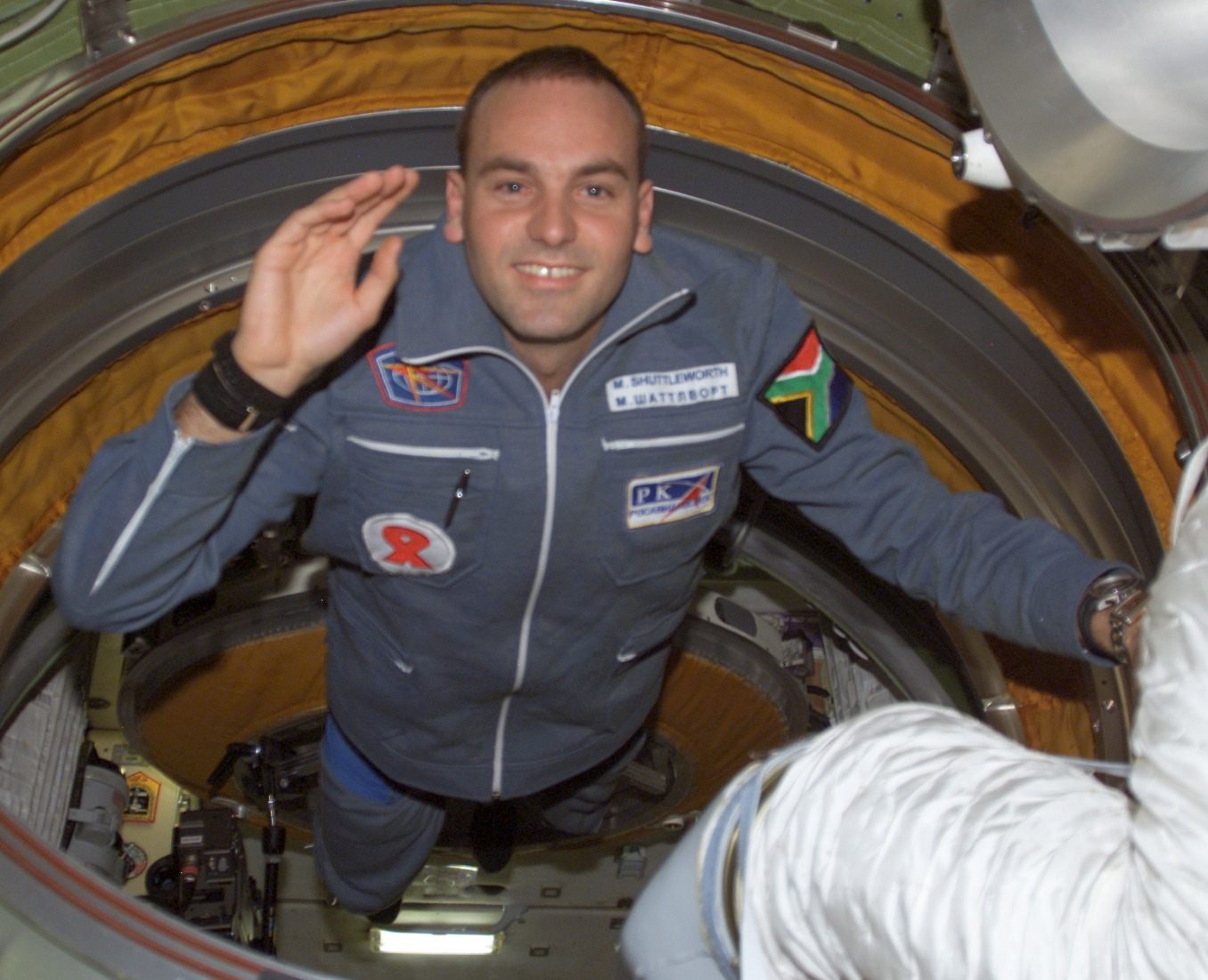
ISSに搭乗する宇宙旅行者マーク・シャトルワース

1996年にはアメリカで民間による宇宙飛行技術を競うコンテストであるAnsari X Prizeが開始された。2004年6月21日にスペースシップワンは高度100キロメートルに到達し、世界初の民間宇宙船によるサブオービタル飛行での有人宇宙飛行を達成、1番乗りの賞金として1,000万ドルを獲得した。この成功の後、スペースシップワンを発展させた宇宙船で宇宙旅行を行うヴァージン・ギャラクティック社が設立された。しかし、宇宙船の開発は難航し、実際に乗客を乗せて宇宙空間に到達したのは実に2021年のこととなった。またこの間にブルーオリジン社もサブオービタル飛行による宇宙旅行に参入、同じく2021年に乗客を乗せて飛行している。
2004年12月、合衆国大統領ジョージ・W・ブッシュは商業宇宙打ち上げ条約改正条例に調印した。条例では民間での宇宙飛行に関する曖昧だった部分を定義し、既に出現しているアメリカ国内での商業有人宇宙飛行産業を発展・促進するように定められている。
2010年、NASAの商業軌道輸送サービスの元ドラゴン宇宙船を開発していたスペースX社は、次いでISSへの有人飛行を担う商業乗員輸送開発にも選定された。計画はたびたび遅延しながらも、2020年5月ついにクルードラゴン宇宙船による民間初となるISSへの有人宇宙飛行が実現した。2021年には、世界初の民間人だけの低軌道有人宇宙飛行ミッションとなるインスピレーション4も実施されている。

## 失敗した民間宇宙飛行ベンチャー
1990年代、通信衛星打ち上げ事業の開始に伴い、需要の高い映像配信プロバイダは多くの商業市場で事業の開発に関心を持った。288の衛星を持つテレデシックネットワークなど、通信衛星事業最大手が開発に失敗したとき、市場の要求は消え失せた。次いで2000年代には数多くのロケットベンチャーが勃興した。しかしスペースXのようなごく一部が大成する一方で、他の大多数の企業は開発に失敗して消えていった。

### OTRAG
OTRAGは1970年代から1980年代初頭にかけて西ドイツの民間企業により計画された人工衛星打ち上げロケットである。Common Rocket Propulsion Units (CRPU) と呼ばれる同一の規格化されたロケット（モジュラーロケット）を束ねることによって様々な用途への適用を目指した。地上試験が行われたが、フランスとソ連からの政治的圧力により、政府より計画の中止が命じられた。西ドイツ政府はその後"ヨーロッパ製ロケット"であるアリアン計画の共同出資に加わることとなった。

### ビール・エアロスペース
1997年、ビール・エアロスペース社は低コスト重量物打ち上げ機としてBA-2計画を立ち上げた。2000年3月4日、BA-2計画のテストで大型液体燃料ロケットエンジンとしてサターンVロケットのものを使用した。2000年10月、ビール・エアロスペース社はNASAとアメリカ国防総省の発展型使い捨てロケット (EELV) 計画への融資に伴い、EELVの開発に専念するという主旨に従い計画を中止した。

### ロータリー・ロケット

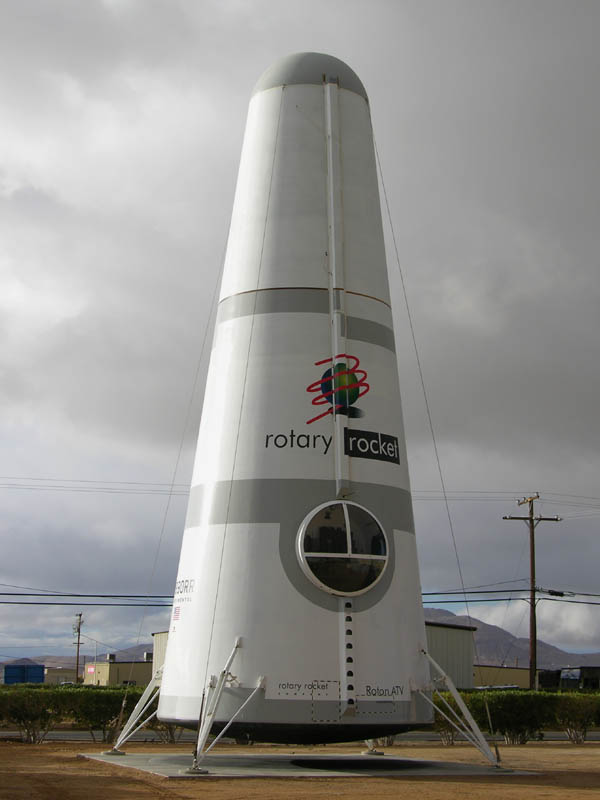
ロトンATV

1998年、ロータリー・ロケット社は有人の単段式宇宙往還機 (SSTO) であるロトンを計画した。1999年、ロトンATVのフルスケールテストで3回の飛行が行われた。2001年、ロトンの開発費は何千万ドルにも膨らんだが、ロータリー・ロケット社は開発着手に値する打上げ契約の獲得に失敗し、計画は中止された。

### ロケットプレーン・キスラー
完全再使用型の2段式ロケットK-1を開発していたロケットプレーン・キスラー (RpK) 社は、2006年にNASAのCOTS計画の第1段階で勝者となるなど、一時注目を集めた。しかし同社はその後の資金調達に失敗、2007年に契約を打ち切られ、2010年7月にはChapter 7の適用を受け倒産した。

## 未来の計画
多くの近未来の民間宇宙飛行計画が予想されているが、1つの可能性としてスペースシップワンのような低軌道宇宙観光旅行のようなものがある。更に、低軌道宇宙船としてはより速い大陸間の物品配送や旅客便のようなサービスも想定されている。

### 気球による宇宙遊覧
ロケットより低コストな高高度気球により成層圏から地球を見下ろす「宇宙遊覧」も計画されている。

### 宇宙ステーション

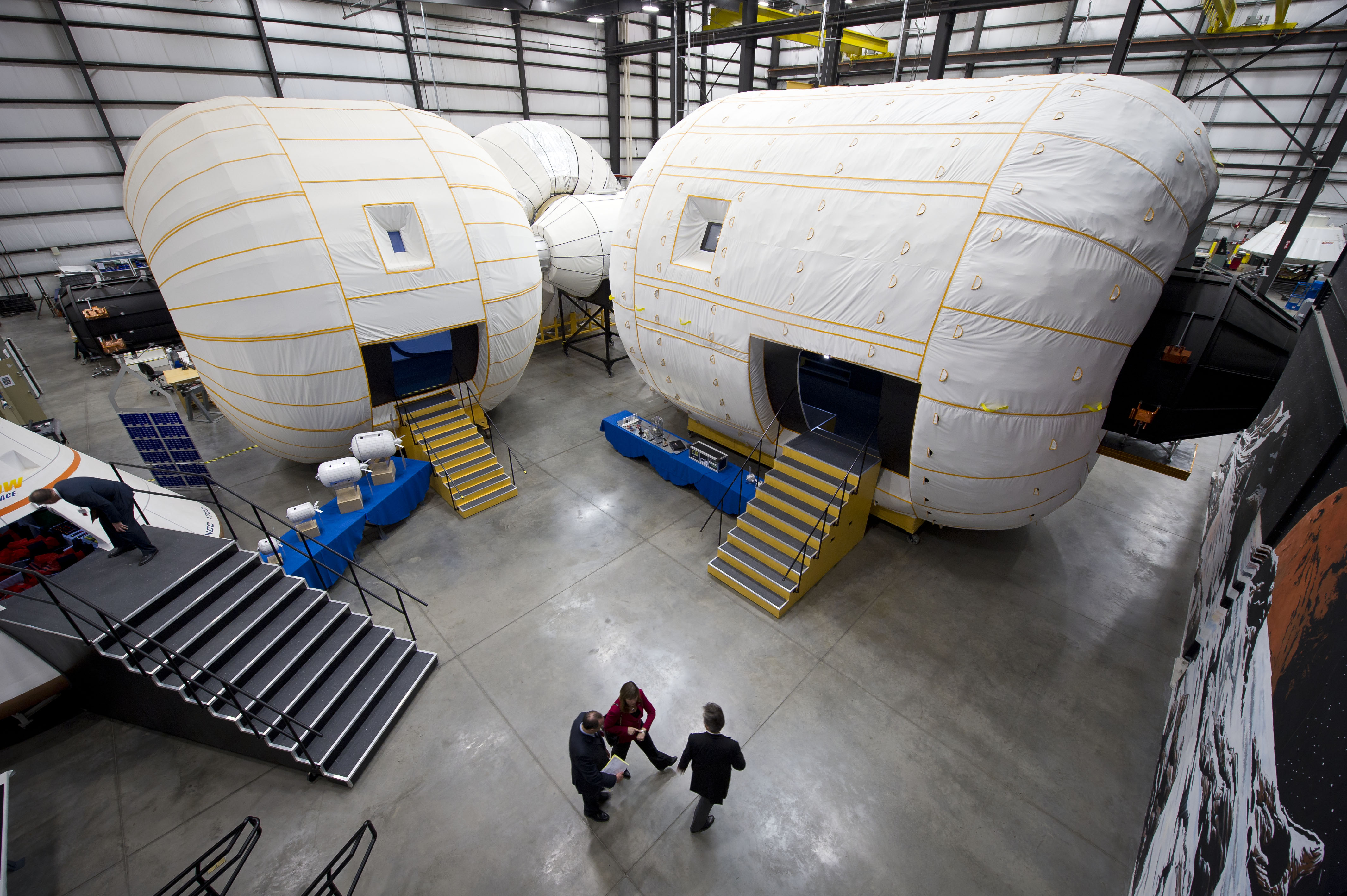
ビゲロー・エアロスペースが計画中の宇宙ステーション（実物大モック）

民間宇宙飛行の目的地として、民間による宇宙ステーションが計画されている。2006年にはビゲロー・エアロスペース社が製作した宇宙ステーションモジュール（NASA設計のトランスハブに由来するもの）の試験機ジェネシスIが打ち上げられた。ビゲロー・エアロスペース社は将来的にモジュールを軌道上でのホテルサービスとして使用する宇宙旅行を計画した。
2021年には、ブルーオリジン社やシエラ・ネヴァダ・コーポレーション社などが宇宙ステーションオービタル・リーフの計画を発表している。2020年代後半の運用開始を目指しており、ISS終了後の民間移管先となることを企図している。

### 軌道上の燃料給油ステーション
2005年11月15日の第52回アメリカン・アストロノーティカル・ソサエティにて行われたプレゼンテーションで、NASAの管理者であるマイケル・D・グリフィンは軌道上に燃料給油ステーションを確立することが必要であると説き、『産業と市場にあるべき企業の形』と述べた。
2007年の宇宙技術応用国際フォーラムでは、ボーイング社のダラス・ビーンホッフは燃料給油ステーションに関する詳細な利益のプレゼンテーションを作成した。

### 小惑星採掘

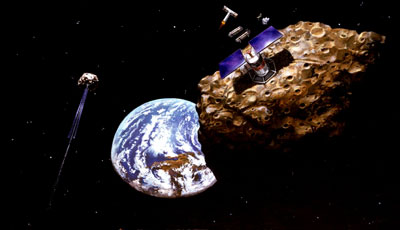
小惑星採掘の想像図

小惑星に埋蔵されている金属資源に関する鉱業の推測も行われている。いくつかの試算に従うと、直径1キロメートルの小惑星には3,000万トンのニッケル、1,500万トンのコバルト と7,500トンの白金が眠っている。

### 軌道エレベータ
軌道エレベータは理論上実現可能な打ち上げ用システムで、少なくとも1つの民間宇宙事業で実現の可能性が模索されている。